# Liga Mistrzów UEFA (2000/2001)
IX Liga Mistrzów UEFA 2000/2001

(ang. UEFA Champions League)
XLVI Puchar Europy Mistrzów Klubowych 2000/2001

(ang. European Champion Clubs’ Cup)

## I runda kwalifikacyjna
| Birkirkara FC – Knattspyrnufélag Reykjavíkur 1:2 i 1:4 1 12.07 2000 1:0 Nwoko 28, 1:1 Sigthórsson 46, 1:2 Júliusson 57 (mecz w Ta’ Qali) 2 19.07 2000 0:1 Winnie 11, 0:2 Benediktsson 46, 1:2 Spiteri 56, 1:3 Sigurdsson 60, 1:4 Marteinsson 66                                                       |
| F91 Dudelange – Lewski Sofia 0:4 i 0:2 1 12.07 2000 0:1 G. Iwanow 12, 0:2 Iwankow 17k, 0:3 Cychmeistnik 69, 0:4 G. Iwanow 87 (mecz w Luksemburgu) 2 19.07 2000 0:1 G. Iwanow 35, 0:2 Iwankow 53k |
| FC Haka – Linfield F.C. 1:0 i 1:2 1 12.07 2000 1:0 D. Wilson 55 2 19.07 2000 0:1 G. Ferguson 21k, 0:2 G. Ferguson 74, 1:2 P. Kovac 88 |
| KÍ Klaksvík – FK Crvena zvezda 0:3 i 0:2 1 12.07 2000 0:1 D. Ilić 45, 0:2 Stevanović 65, 0:3 V. Mirković 90 (mecz w Toftir) 2 19.07 2000 0:1 B. Boskovic 10k, 0:2 Drulić 16 |
| Llansantffraid – Levadia Maardu 2:2 i 0:4 1 12.07 2000 0:1 Bragin 51, 1:1 A. Wright 58, 1:2 Krasnopiorov 88, 2:2 Toner 89 (mecz we Wrexham) 2 19.07 2000 0:1 Krom 45, 0:2 Ferun 58. 0:3 Celnokov 60, 0:4 Edwards 65s (mecz w Tallinnie)                                                               |
| Szirak Giumri – BATE Borysów 1:1 i 1:2 1 12.07 2000 0:1 Kutuzow 24, 1:1 Tamazyan 31 2 19.07 2000 0:1 Rogożkin 17, 0:2 Łoszenkow 58, 1:2 Tamazyan 73 |
| Skonto FC – FK Şəmkir 2:1 i 1:4 (dog) 1 12.07 2000 1:0 Koleszniczenko 52, 1:1 Kulikow 82, 2:1 Koleszniczenko 90k 2 19.07 2000 0:1 B. Kwaraczelija 2, 0:2 B. Kwaraczelija 9, 1:2 Samusevas 30, 1:3 B. Kwaraczelija 100, 1:4 Kulikow 110                                                                |
| Słoga Jugomagnat Skopje – Shelbourne FC 0:1 i 1:1 1 12.07 2000 0:1 D. Baker 87 2 19.07 2000 0:1 Haylock 67, 1:1 Nahiji 81k |
| SK Tirana – Zimbru Kiszyniów 2:3 i 2:3 1 12.07 2000 1:0 Dede 13, 2:0 Fortuzi 16, 2:1 Berco 29, 2:2 Borec 45, 2:3 Berco 50 2 19.07 2000 0:1 Oprea 7, 1:1 Rrezart 10, 2:1 Z. Kenesei 23, 2:2 Oprea 31, 2:3 Borec 85 (mecz w Speia)                                                                      |
| Żalgiris Kowno – NK Brotnjo 4:0 i 0:3 1 12.07 2000 1:0 Ksanavičius 13, 2:0 Žuta 19, 3:0 Ksanavičius 37, 4:0 Tuotkalis 87 2 19.07 2000 0:1 Katić 32, 0:2 Jurčić 39, 0:3 Katić 41k |
| Wolny los: Slavia Praga, SK Sturm Graz, Brøndby IF, Hajduk Split, Beşiktaş JK, Szachtar Donieck, Rosenborg BK, RSC Anderlecht, Helsingborgs IF, Polonia Warszawa, Rangers, FC Dinamo Bukareszt, Dunaferr SE, Inter Bratysława, Anorthosis Famagusta, Torpedo Kutaisi, Hapoel Tel Awiw, Maribor Branik |

## II runda kwalifikacyjna
| RSC Anderlecht – Anorthosis Famagusta 4:2 i 0:0 1 26.07 2000 1:0 W. Baseggio 4, 1:1 Pavlović 9, 2:1 Koller 14, 3:1 Koller 37, 4:1 Koller 58, 4:2 Papavasiliou 89 2 02.08 2000 (mecz w Nikozji)                                                                                              |
| Beşiktaş JK – Lewski Sofia 1:0 i 1:1 1 26.07 2000 1:0 Nauma 82 2 02.08 2000 1:0 Tayfur 34, 1:1 G. Markow 64 |
| Brøndby IF – Knattspyrnufélag Reykjavíkur 3:1 i 0:0 1 26.07 2000 1:0 Bagger 14, 1:1 K. Danielsson 20, 2:1 Lindnip 50, 3:1 Einarsson 80s 2 02.08 2000 |
| FC Dinamo Bukareszt – Polonia Warszawa 3:4 i 1:3 1 26.07 2000 1:0 Lupu 7k, 1:1 Wieszczycki 33, 1:2 Olisadebe 35, 2:2 Mihalcea 45, 2:3 Wieszczycki 58, 3:3 Niculae 63, 3:4 Gołaszewski 88 2 02.08 2000 1:0 Tamas 44, 1:1 Olisadebe 60, 1:2 Olisadebe 62, 1:3 Gołaszewski 66 (mecz w Płocku)  |
| Rangers – Żalgiris Kowno 4:1 i 0:0 1 26.07 2000 1:0 A. Johnston 14, 1:1 Žuta 26, 2:1 Jörg Albertz 62k, 3:1 Dodds 89, 4:1 Dodds 90 2 02.08 2000 |
| FC Haka – Inter Bratysława 0:0 i 0:1 (dog) 1 26.07 2000 2 02.08 2000 0:1 S. Németh 107 |
| Helsingborgs IF – BATE Borysów 0:0 i 3:0 1 26.07 2000 2 02.08 2000 1:0 Alvaro Santos 11, 2:0 Gh. Andersson 24, 3:0 Wahlstedt 84 (mecz w Mińsku) |
| FK Crvena zvezda – Torpedo Kutaisi 4:0 i 0:2 1 26.07 2000 1:0 Drulić 24, 2:0 Branko Bošković 37, 3:0 Pjanović 39, 4:0 Drulić 90 2 02.08 2000 0:1 Imedadze 42, 0:2 D. Dżanaszija 90 |
| Szachtar Donieck – Levadia Maardu 4:1 i 5:1 1 26.07 2000 1:0 Atelkin 4, 2:0 Atelkin 14, 3:0 Atelkin 58, 4:0 Bielik 72, 4:1 Ritchkov 82 2 02.08 2000 1:0 Andrij Worobiej 26, 2:0 Andrij Worobiej 31, 2:1 Bragin 48, 3:1 Andrij Worobiej 80k, 4:1 Atelkin 89, 5:1 Zubow 90 (mecz w Tallinnie) |
| Slavia Praga – FK Şəmkir 1:0 i 4:1 1 26.07 2000 1:0 Zelenka 38 2 02.08 2000 1:0 Dostalek 36, 1:1 B. Kwaraczelija 51, 1:2 T. Došek 56, 1:3 T. Došek 60, 1:4 Svankera 72 (mecz w Baku) |
| Shelbourne FC – Rosenborg BK 1:3 i 1:1 1 26.07 2000 0:1 Ø. Berg 1, 0:2 Winsnes 13, 1:2 Foran 62, 1:3 Belsvik 89 2 02.08 2000 1:0 Foran 58, 1:1 Ø. Berg 80 |
| SK Sturm Graz – Hapoel Tel Awiw 3:0 i 2:1 1 26.07 2000 1:0 Ivica Vastić 13, 2:0 Reinmayr 74, 3:0 Noukirchner 90 2 02.08 2000 1:0 G. Korsos 70, 1:1 Balili 80, 2:1 Kocijan 85 |
| Zimbru Kiszyniów – Maribor Branik 2:0 i 0:1 1 26.07 2000 1:0 Kulik 50k, 2:0 Epureanu 67 (mecz w Speia) 2 02.08 2000 0:1 Čeh 3 |
| Hajduk Split – Dunaferr SE 0:2 i 2:2 1 26.07 2000 0:1 Tökoli 57, 0:2 Lengyel 90 2 02.08 2000 1:0 Bilić 9, 1:1 Zavadszky 20, 2:1 Bilić 29, 2:2 Tökoli 88 (mecz w Györ) |
| Wolny los: FC Tirol Innsbruck, Dinamo Zagrzeb, Sparta Praga, Herfølge BK, Leeds United, Valencia CF, Olympique Lyon, Panathinaikos AO, Hamburger SV, TSV 1860 Monachium, Feyenoord, Inter Mediolan, A.C. Milan, FC Porto, Lokomotiw Moskwa, FC Sankt Gallen, Galatasaray SK, Dynamo Kijów   |

## III runda kwalifikacyjna
| FC Tirol Innsbruck – Valencia CF 0:0 i 1:4 1 09.08 2000 2 21.08 2000 0:1 Mendieta 22, 0:2 Diego Alonso 44, 0:3 Mendieta 53k, 0:4 Diego Alonso 63, 1:4 Gilewicz 69 |
| Zimbru Kiszyniów – Sparta Praga 0:1 i 0:1 1 08.08 2000 0:1 Obajdin 61 (mecz w Speia) 2 22.08 2000 0:1 Obajdin 57 |
| Brøndby IF – Hamburger SV 0:2 i 0:0 1 08.08 2000 0:1 Barbarez 83, 0:2 Mahdavikia 85 2 22.08 2000 |
| Helsingborgs IF – Inter Mediolan 1:0 i 0:0 1 09.08 2000 1:0 Hansson 82 2 21.08 2000 |
| Beşiktaş JK – Lokomotiw Moskwa 3:0 i 3:1 1 08.08 2000 1:0 Mihat 10, 2:0 Nouma 80, 3:0 Karhan 90 2 23.08 2000 1:0 Nouma 28, 1:1 Czerewczenko 51, 2:1 Nihat 72, 3:1 Tayfur 87                                                                                             |
| Inter Bratysława – Olympique Lyon 1:2 i 1:2 1 07.08 2000 0:1 S. Andersen 50, 1:1 S. Németh 75, 1:2 Delmotto 90 2 23.08 2000 1:0 Pinte 38, 1:1 Marlet 56, 1:2 Malbranque 90                                                                                              |
| RSC Anderlecht – FC Porto 1:0 i 0:0 1 09.08 2000 1:0 Koller 37 2 21.08 2000 |
| Herfølge BK – Rangers 0:3 i 0:3 1 09.08 2000 0:1 Jörg Albertz 28, 0:2 R. Wallace 31, 0:3 Amoruso 60 2 21.08 2000 0:1 R. Wallace 48, 0:2 A. Johnston 78, 0:3 Kanczelskis 89                                                                                              |
| Dynamo Kijów – FK Crvena zvezda 0:0 i 1:1 1 09.08 2000 2 21.08 2000 0:1 B. Bošković 22, 1:1 Biełkiewicz 33 |
| Polonia Warszawa – Panathinaikos AO 2:2 i 1:2 1 09.08 2000 0:1 K. Warzycha 11, 0:2 Fyssas 38, 1:2 Kiełbowicz 45, 2:2 Kaliszan 69 (mecz w Płocku) 2 21.08 2000 0:1 Liberopoulos 30, 0:2 Pflipsen 60k, 1:2 A. Bąk 86                                                      |
| Leeds United – TSV 1860 Monachium 2:1 i 1:0 1 09.08 2000 1:0 A. Smith 16, 2:0 Harte 71k, 2:1 Agostino 90 2 21.08 2000 1:0 A. Smith 46 |
| SK Sturm Graz – Feyenoord 2:1 i 1:1 1 08.08 2000 0:1 Korniejew 7, 1:1 Schopp 21k, 2:1 Schopp 90k 2 23.08 2000 1:0 Reinmayr 56, 1:1 Jochemsen 87 |
| Dunaferr SE – Rosenborg BK 2:2 i 1:2 1 09.08 2000 0:1 R. Strand 52, 1:1 Lengyel 80, 1:2 Knudsen 82, 2:2 Tököli 85 (mecz w Györ) 2 21.08 2000 0:1 Ø. Berg 4, 1:1 Tököli 17, 1:2 Belsvik 48                                                                               |
| FC Sankt Gallen – Galatasaray SK 1:2 i 2:2 1 09.08 2000 1:0 Ch. Amoah 14, 1:1 Jardel 35, 1:2 Jardel 74 (mecz w Zurychu) 2 21.08 2000 0:1 Zellweger 22 s, 0:2 Jardel 28k, 1:2 Gane 30, 2:2 Ch. Amoah 85                                                                  |
| A.C. Milan – Dinamo Zagrzeb 3:1 i 3:0 1 09.08 2000 0:1 Renato Pilipović 20, 1:1 Szewczenko 22, 2:1 Szewczenko 60, 3:1 Comandini 90 2 21.08 2000 1:0 Szewczenko 23, 2:0 Szewczenko 43, 3:0 José Mari 57                                                                  |
| Szachtar Donieck – Slavia Praga 0:1 i 2:0 (dog) 1 09.08 2000 0:1 Ulich 89 2 21.08 2000 1:0 Worobiej 89, 2:0 Atelkin 90 |
| Wolny los: Arsenal F.C., Manchester United, Real Madryt, Deportivo La Coruña, FC Barcelona, AS Monaco, Paris Saint-Germain, Olympiakos SFP, Bayern Monachium, Bayer 04 Leverkusen, PSV Eindhoven, sc Heerenveen, S.S. Lazio, Juventus F.C., Sporting CP, Spartak Moskwa |

## I faza grupowa

### Grupa A
| Spartak Moskwa – Bayer 04 Leverkusen 2:0 (0:0) - 12.09 2000 1:0 Titow 51, 2:0 Biezrodnyj 89                                                                                           |
| Sporting CP – Real Madryt 2:2 (2:0) - 12.09 2000 1:0 Sa Pinto 38, 2:0 Andre Cruz 42, 2:1 Roberto Carlos 50, 2:2 Rui Jorge 76s                                                         |
| Bayer 04 Leverkusen – Sporting CP 3:2 (0:1) - 20.09 2000 0:1 Andre Cruz 12, 1:1 Ramelow 65, 2:1 Thomas Brdarić 72, 3:1 Neuville 77, 3:2 Sá Pinto 79k                                  |
| Real Madryt – Spartak Moskwa 1:0 (0:0) - 20.09 2000 1:0 Ivan Helguera 51 |
| Bayer 04 Leverkusen – Real Madryt 2:3 (2:1) - 27.09 2000 1:0 B. Schneider 27, 1:1 Roberto Carlos 32, 2:1 Ballack 44, 2:2 Guti 69, 2:3 Roberto Carlos 75                               |
| Spartak Moskwa – Sporting CP 3:1 (1:1) - 27.09 2000 0:1 Sá Pinto 24, 1:1 Robson 44, 2:1 Marcao 68, 3:1 Marcao 82                                                                      |
| Real Madryt – Bayer 04 Leverkusen 5:3 (2:1) - 17.10 2000 1:0 Guti 3, 1:1 Thomas Brdarić 19, 2:1 Ivan Helguera 25, 2:2 Kirsten 55, 3:2 Guti 64, 4:2 Raúl 74, 4:3 Rink 76, 5:3 Figo 86k |
| Sporting CP – Spartak Moskwa 0:3 (0:1) - 17.10 2000 0:1 Dimas 16s, 0:2 Titow 52, 0:3 Titow 67                                                                                         |
| Bayer 04 Leverkusen – Spartak Moskwa 1:0 (0:0) - 25.10 2000 1:0 Ballack 52 |
| Real Madryt – Sporting CP 4:0 (2:0) - 25.10 2000 1:0 Guti 12, 2:0 Savio 41, 3:0 Morientes 61, 4:0 Morientes 70                                                                        |
| Sporting CP – Bayer 04 Leverkusen 0:0 - 07.11 2000 |
| Spartak Moskwa – Real Madryt 1:0 (0:0) - 07.11 2000 1:0 Geremi 47s |

| Poz | Klub                | Mecze | Zw | Rem | Por | Pkt | BrZd | BrStr |
| --- | ------------------- | ----- | -- | --- | --- | --- | ---- | ----- |
| 1   | Real Madryt         | 6     | 4  | 1   | 1   | 13  | 15   | 8     |
| 2   | Spartak Moskwa      | 6     | 4  | 0   | 2   | 12  | 9    | 3     |
| 3   | Bayer 04 Leverkusen | 6     | 2  | 1   | 3   | 7   | 9    | 12    |
| 4   | Sporting CP         | 6     | 0  | 2   | 4   | 2   | 5    | 15    |

### Grupa B
| Sparta Praga – Arsenal F.C. 0:1 (0:1) - 12.09 2000 0:1 Silvinho 33                                                                                    |
| Szachtar Donieck – S.S. Lazio 0:3 (0:1) - 12.09 2000 0:1 C. López 27, 0:2 Nedvěd 67, 0:3 S. Inzaghi 78                                                |
| Arsenal F.C. – Szachtar Donieck 3:2 (0:2) - 20.09 2000 0:1 Bakariew 26, 0:2 Worobiej 29, 1:2 Wiltord 49, 2:2 Keown 85, 3:2 Keown 90                   |
| S.S. Lazio – Sparta Praga 3:0 (1:0) - 20.09 2000 1:0 S. Inzaghi 35, 2:0 Simeone 57, 3:0 S. Inzaghi 70                                                 |
| Arsenal F.C. – S.S. Lazio 2:0 (1:0) - 27.09 2000 1:0 Ljungberg 43, 2:0 Ljungberg 55                                                                   |
| Sparta Praga – Szachtar Donieck 3:2 (0:0) - 27.09 2000 1:0 Rosický 54, 1:1 Zubow 57, 2:1 Horňák 73, 3:1 Jarošík 82, 3:2 Abramow 84                    |
| S.S. Lazio – Arsenal F.C. 1:1 (1:0) - 17.10 2000 1:0 Nedvěd 27, 1:1 Pires 88                                                                          |
| Szachtar Donieck – Sparta Praga 2:1 (1:1) - 17.10 2000 0:1 Jarošík 15, 1:1 Gleveckas 35, 2:1 Zubow 88k                                                |
| Arsenal F.C. – Sparta Praga 4:2 (3:1) - 25.10 2000 1:0 Parlour 4, 2:0 Etamé Mayer 6, 3:0 Dixon 34, 3:1 Labant 39k, 4:1 Kanu 50, 4:2 Rosićky 90        |
| S.S. Lazio – Szachtar Donieck 5:1 (0:1) - 25.10 2000 0:1 Worobiej 43, 1:1 C. López 48, 2:1 Favalli 54, 3:1 Verón 57, 4:1 C. López 68, 5:1 C. López 90 |
| Szachtar Donieck – Arsenal F.C. 3:0 (1:0) - 07.11 2000 1:0 Atelkin 34, 2:0 Worobiej 57, 3:0 Bielik 66                                                 |
| Sparta Praga – S.S. Lazio 0:1 (0:1) |

| Poz | Klub             | Mecze | Zw | Rem | Por | Pkt | BrZd | BrStr |
| --- | ---------------- | ----- | -- | --- | --- | --- | ---- | ----- |
| 1   | Arsenal F.C.     | 6     | 4  | 1   | 1   | 13  | 11   | 8     |
| 2   | S.S. Lazio       | 6     | 4  | 1   | 1   | 13  | 13   | 4     |
| 3   | Szachtar Donieck | 6     | 2  | 0   | 4   | 6   | 10   | 15    |
| 4   | Sparta Praga     | 6     | 1  | 0   | 5   | 3   | 6    | 13    |

### Grupa C
| Valencia CF – Olympiakos SFP 2:1 (2:0) - 12.09 2000 1:0 Baraja 35, 2:0 Diego Alonso 44, 2:1 Dżordżević 73             |
| Olympique Lyon – sc Heerenveen 3:1 (2:1) - 12.09 2000 1:0 S. Anderson 2, 2:0 Houttuin 9s, 2:1 Talan 35, 3:1 Marlet 58 |
| Olympiakos SFP – Olympique Lyon 2:1 (2:0) - 20.09 2000 1:0 Ofori-Ouaye 19, 2:0 Giovanni 34, 2:1 Foe 87                |
| sc Heerenveen – Valencia CF 0:1 (0:1) - 20.09 2000 0:1 C. González 38                                                 |
| Valencia CF – Olympique Lyon 1:0 (0:0) - 27.09 2000 1:0 Zahović 78                                                    |
| Olympiakos SFP – sc Heerenveen 2:0 (0:0) - 27.09 2000 1:0 Giovanni 52, 2:0 Giovanni 68                                |
| Olympique Lyon – Valencia CF 1:2 (0:1) - 17.10 2000 0:1 J. Sánchez 45, 0:2 Baraja 86, 1:2 Marlet 90                   |
| sc Heerenveen – Olympiakos SFP 1:0 (0:0) - 17.10 2000 1:0 D. Jensen 83                                                |
| Olympiakos SFP – Valencia CF 1:0 (0:0) - 25.10 2000 1:0 Dżordżević 65                                                 |
| sc Heerenveen – Olympique Lyon 0:2 (0:0) - 25.10 2000 0:1 Malbranque 68, 0:2 Marlot 78                                |
| Olympique Lyon – Olympiakos SFP 1:0 (1:0) - 07.11 2000 1:0 Laigle 2                                                   |
| Valencia CF – sc Heerenveen 1:1 (1:1) - 07.11 2000 1:0 Diego Alonso 9, 1:1 Venema 37                                  |

| Poz | Klub           | Mecze | Zw | Rem | Por | Pkt | BrZd | BrStr |
| --- | -------------- | ----- | -- | --- | --- | --- | ---- | ----- |
| 1   | Valencia CF    | 6     | 4  | 1   | 1   | 13  | 7    | 4     |
| 2   | Olympique Lyon | 6     | 3  | 0   | 3   | 9   | 8    | 6     |
| 3   | Olympiakos SFP | 6     | 3  | 0   | 3   | 9   | 6    | 5     |
| 4   | sc Heerenveen  | 6     | 1  | 1   | 4   | 4   | 3    | 9     |

### Grupa D
| Galatasaray SK – AS Monaco 3:2 (2:0) - 12.09 2000 1:0 Jardel 16, 2:0 Hagi 29, 2:1 Nonda 50, 2:2 Simone 62k, 3:2 Capone 80                             |
| Rangers – SK Sturm Graz 5:0 (3:0) - 12.09 2000 1:0 Mols 9, 2:0 R. de Boer 19, 3:0 Jörg Albertz 29, 4:0 van Bronckhorst 71, 5:0 Dodds 84               |
| AS Monaco – Rangers 0:1 (0:1) - 20.09 2000 0:1 van Brockhorst 8                                                                                       |
| SK Sturm Graz – Galatasaray SK 3:0 (1:0) - 20.09 2000 1:0 Juran 32, 2:0 Schopp 64, 3:0 Schopp 81                                                      |
| Galatasaray SK – Rangers 3:2 (0:0) - 27.09 2000 1:0 Bülent Akin 51, 2:0 Hakan Ünsal 57, 3:0 Jardel 70, 3:1 Kanczelskis 72, 3:2 van Bronckhorst 90     |
| AS Monaco – SK Sturm Graz 5:0 (3:0) - 27.09 2000 1:0 Simone 13, 2:0 Simone 38, 3:0 Simone 41, 4:0 Farnerud 77, 5:0 Nonda 84                           |
| Rangers – Galatasaray SK 0:0 - 17.10 2000 |
| SK Sturm Graz – AS Monaco 2:0 (1:0) - 17.10 2000 1:0 Schopp 39, Schopp 88                                                                             |
| AS Monaco – Galatasaray SK 4:2 (4:1) - 25.10 2000 1:0 Contreras 6, 2:0 Bonnal 19, 3:0 Simone 21, 3:1 Hakan Ünsal 24, 4:1 Nonda 25, 4:2 Bülent Akin 63 |
| SK Sturm Graz – Rangers 2:0 (1:0) - 25.10 2000 1:0 Juran 20, 2:0 Prilasnig 90                                                                         |
| Rangers – AS Monaco 2:2 (1:1) - 07.11 2000 1:0 Miller 3, 1:1 da Costa 39, 2:1 Mols 52, 2:2 Simone 78                                                  |
| Galatasaray SK – SK Sturm Graz 2:2 (1:0) - 07.11 2000 1:0 Ergun 29k, 1:1 Juran 63, 2:1 Jardel 75, 2:2 Hakan Ünsal 81s                                 |

| Poz | Klub           | Mecze | Zw | Rem | Por | Pkt | BrZd | BrStr |
| --- | -------------- | ----- | -- | --- | --- | --- | ---- | ----- |
| 1   | SK Sturm Graz  | 6     | 3  | 1   | 2   | 10  | 9    | 12    |
| 2   | Galatasaray SK | 6     | 2  | 2   | 2   | 8   | 10   | 13    |
| 3   | Rangers        | 6     | 2  | 2   | 2   | 8   | 10   | 7     |
| 4   | AS Monaco      | 6     | 2  | 1   | 3   | 7   | 13   | 10    |

### Grupa E
| Hamburger SV – Juventus F.C. 4:4 (1:2) - 13.09 2000 0:1 Tudor 6, 1:1 Yeboah 17, 1:2 F. Inzaghi 36, 1:3 F. Inzaghi 52, 2:3 Mahdavikia 65, 3:3 Butt 72k, 4:3 N. Kovac 82, 4:4 F. Inzaghi 88k |
| Panathinaikos AO – Deportivo La Coruña 1:1 (1:0) - 13.09 2000 1:0 K. Warzycha 29, 1:1 Naybet 84                                                                                            |
| Juventus F.C. – Panathinaikos AO 2:1 (1:1) - 19.09 2000 1:0 Nikopolidis 35s, 1:1 Goumas 47, 2:1 Trezeguet 83                                                                               |
| Deportivo La Coruña – Hamburger SV 2:1 (1:0) - 19.09 2000 1:0 Pandiani 43, 1:1 Barbarez 53, 2:1 Scaloni 89                                                                                 |
| Juventus F.C. – Deportivo La Coruña 0:0 - 26.09 2000 |
| Hamburger SV – Panathinaikos AO 0:1 (0:1) - 26.09 2000 0:1 Nasiopoulos 36 |
| Deportivo La Coruña – Juventus F.C. 1:1 (1:1) - 18.10 2000 0:1 F. Inzaghi 10, 1:1 Victor Sánchez 12                                                                                        |
| Panathinaikos AO – Hamburger SV 0:0 - 18.10 2000 |
| Juventus F.C. – Hamburger SV 1:3 (0:1) - 24.10 2000 0:1 Präger 23, 0:2 Yeboah 48, 1:2 D. Kovačević 56, 1:3 Panadić 62                                                                      |
| Deportivo La Coruña – Panathinaikos AO 1:0 (0:0) - 24.10 2000 1:0 Pandiani 83 |
| Panathinaikos AO – Juventus F.C. 3:1 (1:1) - 08.11 2000 1:0 Paulo Sousa 6, 1:1 F. Inzaghi 24, 2:1 Basinas 59k, 3:1 K. Warzycha 75                                                          |
| Hamburger SV – Deportivo La Coruña 1:1 (1:0) - 08.11 2000 1:0 Mahdavikia 17, 1:1 Makaay 68                                                                                                 |

| Poz | Klub                | Mecze | Zw | Rem | Por | Pkt | BrZd | BrStr |
| --- | ------------------- | ----- | -- | --- | --- | --- | ---- | ----- |
| 1   | Deportivo La Coruña | 6     | 2  | 4   | 0   | 10  | 6    | 4     |
| 2   | Panathinaikos AO    | 6     | 2  | 2   | 2   | 8   | 6    | 5     |
| 3   | Hamburger SV        | 6     | 1  | 3   | 2   | 6   | 9    | 9     |
| 4   | Juventus F.C.       | 6     | 1  | 3   | 2   | 6   | 9    | 12    |

### Grupa F
| Rosenborg BK – Paris Saint-Germain 3:1 (1:1) - 13.09 2000 0:1 Christian 7, 1:1 R. Berg 18, 2:1 F. Johnsen 62, 3:1 Skammelsrud 90                                                                   |
| Helsingborgs IF – Bayern Monachium 1:3 (0:1) - 13.09 2000 0:1 Scholl 7, 0:2 Salihamidzić 48, 0:3 Jancker 55, 1:3 B. Johansen 90                                                                    |
| Paris Saint-Germain – Helsingborgs IF 4:1 (1:1) - 19.09 2000 1:0 Anelka 25, 1:1 B. Johansen 45, 2:1 Robert 58, 3:1 Christian 81, 4:1 El-Karkouri 81                                                |
| Bayern Monachium – Rosenborg BK 3:1 (0:1) - 19.09 2000 0:1 Sörensen 38, 1:1 Jancker 73, 2:1 Elber 77, 3:1 Linke 80                                                                                 |
| Paris Saint-Germain – Bayern Monachium 1:0 (0:0) - 26.09 2000 1:0 L. Leroy 90 |
| Rosenborg BK – Helsingborgs IF 6:1 (2:0) - 26.09 2000 1:0 F. Johnsen 20, 2:0 F. Johnsen 29, 3:0 Strand 51, 4:0 Strand 52k, 5:0 S. Johansen 65s, 6:0 F. Johnsen 80, 6:1 Prica 90                    |
| Bayern Monachium – Paris Saint-Germain 2:0 (1:0) - 18.10 2000 1:0 Salihamidzić 2, 2:0 Paulo Sergio 88                                                                                              |
| Helsingborgs IF – Rosenborg BK 2:0 (1:0) - 18.10 2000 1:0 J. Jansson 32, 2:0 Santos 77 |
| Paris Saint-Germain – Rosenborg BK 7:2 (4:2) - 24.10 2000 1:0 Déhu 17, 2:0 Christian 25, 3:0 Anelka 35, 3:1 George 37, 3:2 George 39, 4:2 Luccin 46, 5:2 L. Leroy 76, 6:2 Robert 81, 7:2 Anelka 90 |
| Bayern Monachium – Helsingborgs IF 0:0 - 24.10 2000 |
| Helsingborgs IF – Paris Saint-Germain 1:1 (0:1) - 08.11 2000 0:1 Anelka 33, 1:1 Persson 70 |
| Rosenborg BK – Bayern Monachium 1:1 (1:0) - 08.11 2000 1:0 F. Johnsen 27, 1:1 Jeremies 88 |

| Poz | Klub                | Mecze | Zw | Rem | Por | Pkt | BrZd | BrStr |
| --- | ------------------- | ----- | -- | --- | --- | --- | ---- | ----- |
| 1   | Bayern Monachium    | 6     | 3  | 2   | 1   | 11  | 9    | 4     |
| 2   | Paris Saint-Germain | 6     | 3  | 1   | 2   | 10  | 14   | 9     |
| 3   | Rosenborg BK        | 6     | 2  | 1   | 3   | 7   | 13   | 15    |
| 4   | Helsingborgs IF     | 6     | 1  | 2   | 3   | 5   | 6    | 14    |

### Grupa G
| PSV Eindhoven – Dynamo Kijów 2:1 (1:1) - 13.09 2000 0:1 Maksim Szackich 6, 1:1 Lucius 38, 2:1 Bruggink 53                                                                |
| Manchester United – RSC Anderlecht 5:1 (3:0) - 13.09 2000 1:0 Cole 15, 2:0 Irwin 29k, 3:0 Sheringham 42, 4:0 Cole 50, 4:1 Koller 55, 5:1 Cole 72                         |
| Dynamo Kijów – Manchester United 0:0 - 19.09 2000 |
| RSC Anderlecht – PSV Eindhoven 1:0 (0:0) - 19.09 2000 1:0 Dheedene 79 |
| Dynamo Kijów – RSC Anderlecht 4:0 (0:0) - 26.09 2000 1:0 Gusin 52, 2:0 Maksim Szackich 80, 3:0 Demetradze 88, 4:0 Demetradze 90                                          |
| PSV Eindhoven – Manchester United 3:1 (2:1) - 26.09 2000 0:1 Scholes 3k, 1:1 Bouma 17, 2:1 van Bommel 38, 3:1 Keżman 64                                                  |
| RSC Anderlecht – Dynamo Kijów 4:2 (4:1) - 18.10 2000 0:1 Demetradze 1, 1:1 Władysław Waszczuk 10s, 2:1 Radzinski 39, 3:1 Radzinski 42, 4:1 Stoica 45, 4:2 Biełkiewicz 88 |
| Manchester United – PSV Eindhoven 3:1 (1:0) - 18.10 2000 1:0 Sheringham 8, 1:1 van Bommel 75, 2:1 Scholes 82, 3:1 Yorke 87                                               |
| Dynamo Kijów – PSV Eindhoven 0:1 (0:1) - 24.10 2000 0:1 Ooijer 45 |
| RSC Anderlecht – Manchester United 2:1 (2:1) - 24.10 2000 1:0 Radzinski 15, 2:0 Radzinski 33, 2:1 Irwin 36k                                                              |
| Manchester United – Dynamo Kijów 1:0 (1:0) - 08.11 2000 1:0 Sheringham 18                                                                                                |
| PSV Eindhoven – RSC Anderlecht 2:3 (1:2) - 08.11 2000 0:1 Crasson 9, 0:2 Koller 36, 1:2 Ramzi 45, 2:2 Ramzi 46, 2:3 Youla 90                                             |

| Poz | Klub              | Mecze | Zw | Rem | Por | Pkt | BrZd | BrStr |
| --- | ----------------- | ----- | -- | --- | --- | --- | ---- | ----- |
| 1   | RSC Anderlecht    | 6     | 4  | 0   | 2   | 12  | 11   | 14    |
| 2   | Manchester United | 6     | 3  | 1   | 2   | 10  | 11   | 7     |
| 3   | PSV Eindhoven     | 6     | 3  | 0   | 3   | 9   | 9    | 9     |
| 4   | Dynamo Kijów      | 6     | 1  | 1   | 4   | 4   | 7    | 8     |

### Grupa H
| FC Barcelona – Leeds United 4:0 (2:0) - 13.09 2000 1:0 Rivaldo 10, 2:0 F. de Boer 20, 3:0 Kluivert 74, 4:0 Kluivert 83                                |
| A.C. Milan – Beşiktaş JK 4:1 (3:1) - 13.09 2000 0:1 Tayfur 20k, 1:1 Coco 36, 2:1 Bierhoff 44, 3:1 Szewczenko 47, 4:1 Szewczenko 77                    |
| Leeds United – A.C. Milan 1:0 (0:0) - 19.09 2000 1:0 Bowyer 88                                                                                        |
| Beşiktaş JK – FC Barcelona 3:0 (1:0) - 19.09 2000 1:0 Ahmet Dursun 37, 2:0 Ahmet Dursun 75, 3:0 Nouma 86                                              |
| Leeds United – Beşiktaş JK 6:0 (3:0) - 26.09 2000 1:0 Bowyer 7, 2:0 Viduka 12, 3:0 Matteo 22, 4:0 Bakke 70, 5:0 Huckerby 89, 6:0 Bowyer 90            |
| FC Barcelona – A.C. Milan 0:2 (0:1) - 26.09 2000 0:1 Szewczenko 38, 0:2 José Mari 43                                                                  |
| Beşiktaş JK – Leeds United 0:0 - 18.10 2000 |
| A.C. Milan – FC Barcelona 3:3 (3:2) - 18.10 2000 0:1 Rivaldo 18, 1:1 Albertini 25, 2:1 Albertini 39, 2:2 Rivaldo 42, 3:2 José Mari 45, 3:3 Rivaldo 68 |
| Leeds United – FC Barcelona 1:1 (1:0) - 24.10 2000 1:0 Bowyer 5, 1:1 Rivaldo 90                                                                       |
| Beşiktaş JK – A.C. Milan 0:2 (0:0) - 24.10 2000 0:1 Szewczenko 38, 0:2 José Mari 43                                                                   |
| A.C. Milan – Leeds United 1:1 (0:1) - 08.11 2000 0:1 Matteo 45, 1:1 Serginho 67                                                                       |
| FC Barcelona – Beşiktaş JK 5:0 (2:0) - 08.11 2000 1:0 Cocu 10, 2:0 Luis Enrique 17, 3:0 Luis Enrique 48, 4:0 Rivaldo 80k, 5:0 Gabri 87                |

| Poz | Klub         | Mecze | Zw | Rem | Por | Pkt | BrZd | BrStr |
| --- | ------------ | ----- | -- | --- | --- | --- | ---- | ----- |
| 1   | A.C. Milan   | 6     | 3  | 2   | 1   | 11  | 12   | 6     |
| 2   | Leeds United | 6     | 2  | 3   | 1   | 9   | 9    | 6     |
| 3   | FC Barcelona | 6     | 2  | 2   | 2   | 8   | 13   | 9     |
| 4   | Beşiktaş JK  | 6     | 1  | 1   | 4   | 4   | 4    | 17    |

## II faza grupowa

### Grupa A
| Valencia CF – SK Sturm Graz 2:0 (1:0) - 21.11 2000 1:0 Carew 44, 2:0 J. Sánchez 47                                                            |
| Manchester United – Panathinaikos AO 3:1 (0:0) - 21.11 2000 1:0 Sheringham 48, 1:1 Karagounis 64, 2:1 Scholes 81, 3:1 Scholes 90              |
| Panathinaikos AO – Valencia CF 0:0 - 06.12 2000                                                                                               |
| SK Sturm Graz – Manchester United 0:2 (0:1) - 06.12 2000 0:1 Scholes 18, 0:2 Giggs 89                                                         |
| SK Sturm Graz – Panathinaikos AO 2:0 (0:0) - 14.02 2001 1:0 Haas 60, 2:0 Kocijan 85                                                           |
| Valencia CF – Manchester United 0:0 - 14.02 2001                                                                                              |
| Panathinaikos AO – SK Sturm Graz 1:2 (0:2) - 20.02 2001 0:1 Schopp 25, 0:2 Haas 42, 1:2 Goumas 72                                             |
| Manchester United – Valencia CF 1:1 (1:0) - 20.02 2001 1:0 Cole 9, 1:1 Brown 87s                                                              |
| SK Sturm Graz – Valencia CF 0:5 (0:1) - 07.03 2001 0:1 R. Ayala 5, 0:2 Carew 50, 0:3 C. González 60, 0:4 Diego Alonso 88, 0:5 Diego Alonso 90 |
| Panathinaikos AO – Manchester United 1:1 (1:0) - 07.03 2001 1:0 Seitaridis 25, 1:1 Scholes 90                                                 |
| Valencia CF – Panathinaikos AO 2:1 (1:1) - 13.03 2001 0:1 Basinas 28k, 1:1 J. Sánchez 39, 2:1 Angloma 75                                      |
| Manchester United – SK Sturm Graz 3:0 (2:0) - 13.03 2001 1:0 Butt 5, 2:0 Sheringham 20, 3:0 Roy Keane 86                                      |

| Poz | Klub              | Mecze | Zw | Rem | Por | Pkt | BrZd | BrStr |
| --- | ----------------- | ----- | -- | --- | --- | --- | ---- | ----- |
| 1   | Valencia CF       | 6     | 3  | 3   | 0   | 12  | 10   | 2     |
| 2   | Manchester United | 6     | 3  | 3   | 0   | 12  | 10   | 3     |
| 3   | SK Sturm Graz     | 6     | 2  | 0   | 4   | 6   | 4    | 13    |
| 4   | Panathinaikos AO  | 6     | 0  | 2   | 4   | 2   | 4    | 10    |

### Grupa B
| A.C. Milan – Galatasaray SK 2:2 (0:2) - 21.11 2000 0:1 Jardel 39, 0:2 Hasan Sas 41, 1:2 José Mari 48, 2:2 Szewczenko 73k                                                            |
| Paris Saint-Germain – Deportivo La Coruña 1:3 (1:0) - 21.11 2000 1:0 Algenno 36, 1:1 Naybet 64, 1:2 Tutu Floros 70, 1:3 Makaay 90                                                   |
| Deportivo La Coruña – A.C. Milan 0:1 (0:0) - 06.12 2000 0:1 Helveg 43 |
| Galatasaray SK – Paris Saint-Germain 1:0 (0:0) - 06.12 2000 1:0 Ümit Davala 51k |
| Galatasaray SK – Deportivo La Coruña 1:0 (1:0) - 14.02 2001 1:0 Suat 11 |
| A.C. Milan – Paris Saint-Germain 1:1 (1:1) - 14.02 2001 1:0 Leonardo 27, 1:1 Anelka 30                                                                                              |
| Deportivo La Coruña – Galatasaray SK 2:0 (1:0) - 20.02 2001 1:0 Victor Sánchez 40, 2:0 Djalminha 73                                                                                 |
| Paris Saint-Germain – A.C. Milan 1:1 (0:0) - 20.02 2001 1:0 Robert 75, 1:1 José Mari 90                                                                                             |
| Galatasaray SK – A.C. Milan 2:0 (1:0) - 07.03 2001 1:0 Hagi 10, 2:0 Jardel 86 |
| Deportivo La Coruña – Paris Saint-Germain 4:3 (0:2) - 07.03 2001 0:1 Okocha 29, 0:2 L. Leroy 43, 0:3 L. Leroy 55, 1:3 Pandiani 57, 2:3 Tristan 60, 3:3 Pandiani 76, 4:3 Pandiani 84 |
| A.C. Milan – Deportivo La Coruña 1:1 (0:0) - 13.03 2001 0:1 Djalminha 74k, 1:1 Szewczenko 86k                                                                                       |
| Paris Saint-Germain – Galatasaray SK 2:0 (2:0) - 13.03 2001 1:0 Christian 3, 2:0 Christian 27 mecz został przerwany na okres 20 minut z winy kibiców                                |

| Poz | Klub                | Mecze | Zw | Rem | Por | Pkt | BrZd | BrStr |
| --- | ------------------- | ----- | -- | --- | --- | --- | ---- | ----- |
| 1   | Deportivo La Coruña | 6     | 3  | 1   | 2   | 10  | 10   | 7     |
| 2   | Galatasaray SK      | 6     | 3  | 1   | 2   | 10  | 6    | 6     |
| 3   | A.C. Milan          | 6     | 1  | 4   | 1   | 7   | 6    | 7     |
| 4   | Paris Saint-Germain | 6     | 1  | 2   | 3   | 5   | 8    | 10    |

### Grupa C
| Bayern Monachium – Olympique Lyon 1:0 (0:0) - 22.11 2000 1:0 Moller 55s                                                        |
| Spartak Moskwa – Arsenal F.C. 4:1 (1:1) - 22.11 2000 0:1 Silvinho 2, 1:1 Marcão 29, 2:1 Marcão 51, 3:1 Titow 67, 4:1 Robson 82 |
| Arsenal F.C. – Bayern Monachium 2:2 (1:0) - 05.12 2000 1:0 Henry 3, 2:0 Kanu 55, 2:1 Tarnat 56, 2:2 Scholl 67                  |
| Olympique Lyon – Spartak Moskwa 3:0 (3:0) - 05.12 2000 1:0 Marlet 2, 2:0 Sonny Anderson 31, 3:0 Sonny Anderson 41              |
| Olympique Lyon – Arsenal F.C. 0:1 (0:0) - 13.02 2001 0:1 Henry 59                                                              |
| Bayern Monachium – Spartak Moskwa 1:0 (0:0) - 13.02 2001 1:0 Elber 79                                                          |
| Arsenal F.C. – Olympique Lyon 1:1 (1:0) - 21.02 2001 1:0 Bergkamp 33, 1:1 Edmilson 90                                          |
| Spartak Moskwa – Bayern Monachium 0:3 (0:1) - 21.02 2001 0:1 Scholl 17, 0:2 Scholl 75k, 0:3 Paulo Sergio 87                    |
| Olympique Lyon – Bayern Monachium 3:0 (2:0) - 08.03 2001 1:0 Govou 13, Govou 21, Laigle 71                                     |
| Arsenal F.C. – Spartak Moskwa 1:0 (0:0) - 08.03 2001 1:0 Henry 82                                                              |
| Bayern Monachium – Arsenal F.C. 1:0 (1:0) - 14.03 2001 1:0 Elber 10                                                            |
| Spartak Moskwa – Olympique Lyon 1:1 (1:0) - 14.03 2001 1:0 Parfionow 4k, 1:1 Sonny Anderson 68k                                |

| Poz | Klub             | Mecze | Zw | Rem | Por | Pkt | BrZd | BrStr |
| --- | ---------------- | ----- | -- | --- | --- | --- | ---- | ----- |
| 1   | Bayern Monachium | 6     | 4  | 1   | 1   | 13  | 8    | 5     |
| 2   | Arsenal F.C.     | 6     | 2  | 2   | 2   | 8   | 6    | 8     |
| 3   | Olympique Lyon   | 6     | 2  | 2   | 2   | 8   | 8    | 4     |
| 4   | Spartak Moskwa   | 6     | 1  | 1   | 4   | 4   | 5    | 10    |

### Grupa D
| Leeds United – Real Madryt 0:2 (0:0) - 22.11 2000 0:1 Hierro 65, 0:2 Raúl 67                                                                                |
| RSC Anderlecht – S.S. Lazio 1:0 (0:0) - 22.11 2000 1:0 Radzinski 83                                                                                         |
| S.S. Lazio – Leeds United 0:1 (0:0) - 05.12 2000 0:1 A. Smith 80                                                                                            |
| Real Madryt – RSC Anderlecht 4:1 (3:0) - 05.12 2000 1:0 Morientes 12, 2:0 Figo 23k, 3:0 Ivan Helguera 44, 4:0 Roberto Carlos 73, 4:1 Stoica 88              |
| Real Madryt – S.S. Lazio 3:2 (1:1) - 13.02 2001 0:1 Crespo 4, 1:1 Morientes 32, 2:1 Ivan Helguera 82, 2:2 Gottardi 84, 3:2 Figo 89k                         |
| Leeds United – RSC Anderlecht 2:1 (0:0) - 13.02 2001 0:1 Stoica 65, 1:1 Harte 74, 2:1 Bowyor 87                                                             |
| S.S. Lazio – Real Madryt 2:2 (1:1) - 21.02 2001 1:0 Nedvéd 4, 1:1 Solari 32, 2:1 Crespo 53, 2:2 Raúl 73                                                     |
| RSC Anderlecht – Leeds United 1:4 (0:3) - 21.02 2001 0:1 A. Smith 13, 0:2 Viduka 34, 0:3 A. Smith 38, 0:4 Harte 81k, 1:4 Koller 76                          |
| Real Madryt – Leeds United 3:2 (2:1) - 08.03 2001 0:1 A. Smith 6, 1:1 Raúl 7, 2:1 Figo 41, 2:2 Viduka 54, 3:2 Raúl 60                                       |
| S.S. Lazio – RSC Anderlecht 2:1 (1:0) - 08.03 2001 1:0 C. López 40, 1:1 Stoica 49, 2:1 Boronio 77                                                           |
| Leeds United – S.S. Lazio 3:3 (2:2) - 14.03 2001 0:1 Ravanelli 21, 1:1 Bowyer 28, 1:2 S. Mihajlović 29k, 2:2 Wilcox 43, 3:2 Viduka 62, 3:3 S. Mihajlović 90 |
| RSC Anderlecht – Real Madryt 2:0 (0:0) - 14.03 2001 1:0 Dindane 85, 2:0 Goor 90                                                                             |

| Poz | Klub           | Mecze | Zw | Rem | Por | Pkt | BrZd | BrStr |
| --- | -------------- | ----- | -- | --- | --- | --- | ---- | ----- |
| 1   | Real Madryt    | 6     | 4  | 1   | 1   | 13  | 14   | 9     |
| 2   | Leeds United   | 6     | 3  | 1   | 2   | 10  | 12   | 10    |
| 3   | RSC Anderlecht | 6     | 2  | 0   | 4   | 6   | 7    | 12    |
| 4   | S.S. Lazio     | 6     | 1  | 2   | 3   | 5   | 9    | 11    |

## 1/4 finału
| Manchester United – Bayern Monachium 0:1 i 1:2 1 03.04 2001 0:1 Paulo Sergio 86 2 18.04 2001 0:1 Elber 5, 0:2 Scholl 40, 1:2 Giggs 49                                                                       |
| Galatasaray SK – Real Madryt 3:2 i 0:3 1 03.04 2001 0:1 Ivan Helguera 33, 0:2 Makelele 43, 1:2 Ümit Davala 47k, 2:2 Hasan Sas 66, 3:2 Jardel 75 2 18.04 2001 0:1 Raúl 15, 0:2 Ivan Helguera 28, 0:3 Raúl 37 |
| Leeds United – Deportivo La Coruña 3:0 i 0:2 1 04.04 2001 1:0 Harte 26, 2:0 A. Smith 51, 3:0 R. Ferdinand 66 2 17.04 2001 0:1 Djalminha 9k, 0:2 Tristan 73                                                  |
| Arsenal F.C. – Valencia CF 2:1 i 0:1 1 04.04 2001 0:1 R. Ayala 41, 1:1 Henry 58, 2:1 Parlour 60 2 17.04 2001 0:1 Carew 75                                                                                   |

## 1/2 finału
| Leeds United – Valencia CF 0:0 i 0:3 1 02.05 2001 2 08.05 2001 0:1 J. Sánchez 15, 0:2 J. Sánchez 47, 0:3 Mendieta 52      |
| Real Madryt – Bayern Monachium 0:1 i 1:2 1 01.05 2001 0:1 Elber 55 2 09.05 2001 0:1 Elber 8, 1:1 Figo 18, 1:2 Jeremies 34 |

## Finał
| 23 maja 2001 Mediolan San Siro (74 000) Bayern Monachium – Valencia CF 1:1 (0:1), karne 5:4 Sędzia: Dick Jol (Holandia) Bramki: 0:1 Gaizka Mendieta 3k, 1:1 Stefan Effenberg 51k Karne: 0:0 Paulo Sérgio (niecelny), 0:1 Gaizka Mendieta, 1:1 Hasan Salihamidžić, 1:2 John Carew, 2:2 Alexander Zickler, 2:2 Zlatko Zahovič (obronił Kahn), 2:2 Patrik Andersson (obronił Cañizares), 2:2 Amedeo Carboni (obronił Kahn), 3:2 Stefan Effenberg, 3:3 Rubén Baraja, 4:3 Bixente Lizarazu, 4:4 Kily González, 5:4 Thomas Linke, 5:4 Mauricio Pellegrino (obronił Kahn) Żółte kartki: Patrik Andersson, Mehmet Scholl / Santiago Cañizares, Amedeo Carboni, Kily González Fußball-Club Bayern München (trener Ottmar Hitzfeld): Oliver Kahn – Samuel Kuffour, Patrik Andersson, Thomas Linke, Willy Sagnol (46 Carsten Jancker), Stefan Effenberg (kapitan), Owen Hargreaves, Bixente Lizarazu, Hasan Salihamidžić, Giovane Elber (100 Alexander Zickler), Mehmet Scholl (108 Paulo Sérgio) Valencia Club de Fútbol (trener Héctor Cúper): Santiago Cañizares – Jocelyn Angloma, Roberto Ayala (90 Miroslav Djukić), Mauricio Pellegrino, Amedeo Carboni, Gaizka Mendieta (kapitan), Rubén Baraja, Kily González, Pablo Aimar (46 David Albelda), Juan Sánchez (66 Zlatko Zahovič), John Carew |